# ریچارد دیمیتری
ریچارد دیمیتری (به انگلیسی: Richard Dimitri) (زاده ۲۷ ژوئیهٔ ۱۹۴۲) بازیگر آمریکایی است.

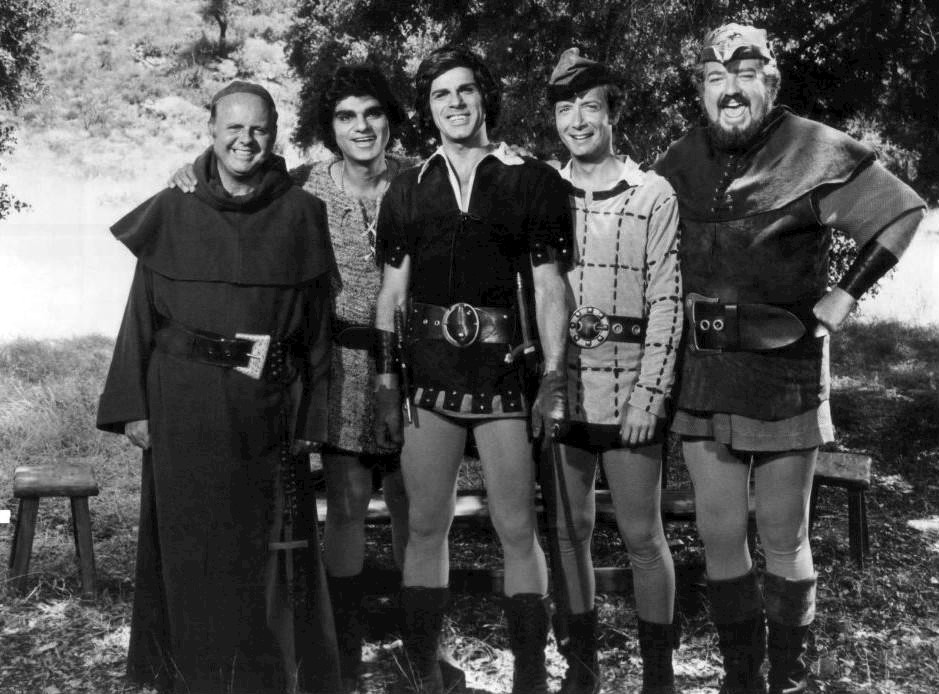
بازیگر معروف انگلیسی

از فیلم‌های معروف او می‌توان به بازی در فیلم جانی خطرناک اشاره کرد.